# Podospora myriospora
Podospora myriospora är en svampart som först beskrevs av P. Crouan & H. Crouan, och fick sitt nu gällande namn av Niessl 1883. Podospora myriospora ingår i släktet Podospora och familjen Lasiosphaeriaceae.   Inga underarter finns listade i Catalogue of Life.